# 大峧山岛

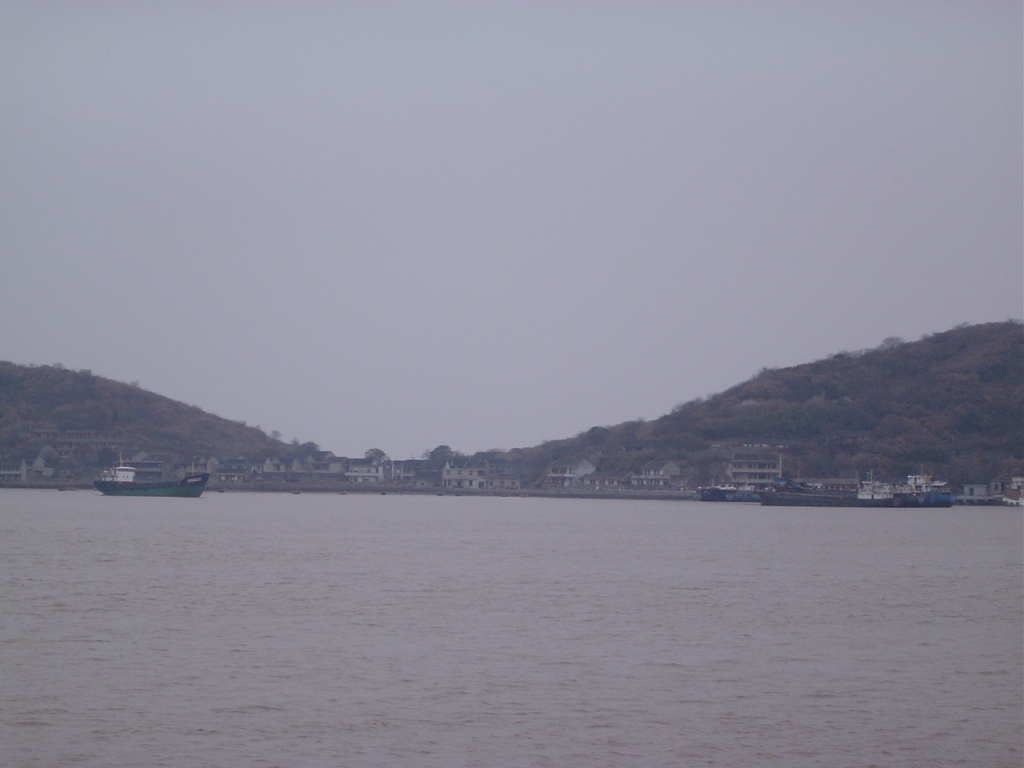
从海上看大峧山主要村落

大峧山（Dou Gao Sae）是浙江省舟山群岛中北部的一个岛屿，位于岱山岛和秀山岛之间，总面积2.58平方公里，陆地面积1.94平方公里，岛上最高海拔103.7米。岛上设有大峧山村，隶属岱山县高亭镇。户籍人口超过600人，但由于人口外流，五普时常住人口只有125人。岛上有一座浮码头，并每日有小型客轮往返高亭港。